# Агнесса из Пуатье (святая)
Святая Агнесса из Пуатье (ум. 586 ил 588) — христианская святая, настоятельница монастыря Святого Креста в Пуатье (Франция).

## Биография

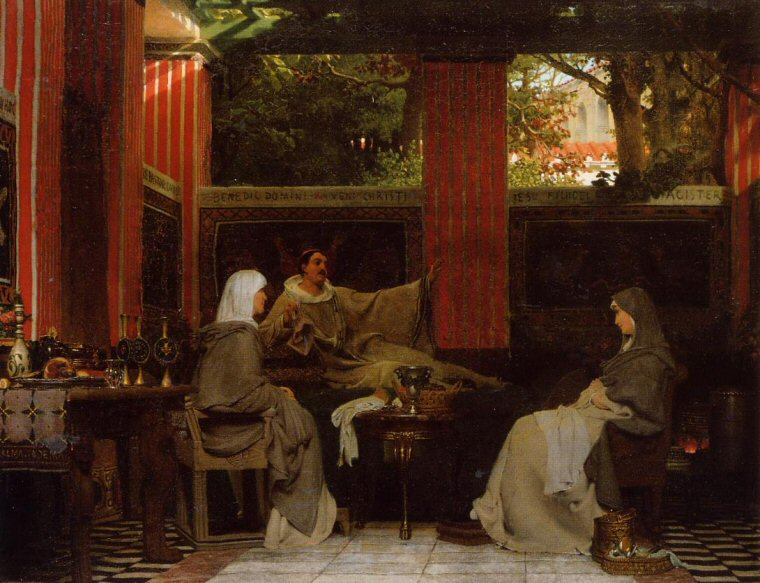
Венанций Фортунат читает свои стихи Радегунде. Лоуренс Альма-Тадема (1862)

Будущая святая в юности была придворной дамой и наперсницей королевы франков Радегунды, супруги короля франков Хлотаря I. Когда Радегунда, которая ненавидела своего мужа, завоевавшего её страну и казнившего её брата, бежала от него и постриглась в монахини, верная наперсница Агнесса последовала за ней.
В Пуатье Радегунда, при поддержке нескольких христианских епископов, в первую очередь, Германа Парижского, основала женский монастырь. Фактически она возглавляла его сама, однако из скромности отказалась стать аббатисой (настоятельницей), поэтому святой Герман, по просьбе Радегунды, сделал настоятельницей Агнессу, «наиболее близкую ученицу, духовную дочь и подругу детства Радегунды».
Радегунде, при поддержке Агнессы, удалось превратить новый монастырь в крупный духовный центр, где помогали бедным и прокажённым, и где в то же время нашёл приют один из последних образованных римлян — Венанций Гонорий Клементиан Фортунат, иногда называемый последним поэтом Античности.
Среди всеобщего хаоса Тёмных веков Радегунде, Агнессе и Венанцию, также принявшему монашество, удалось создать небольшой островок справедливости и безопасности: в монастыре проживало 200 монахинь, переписывались книги, хранились и создавались произведения искусства.

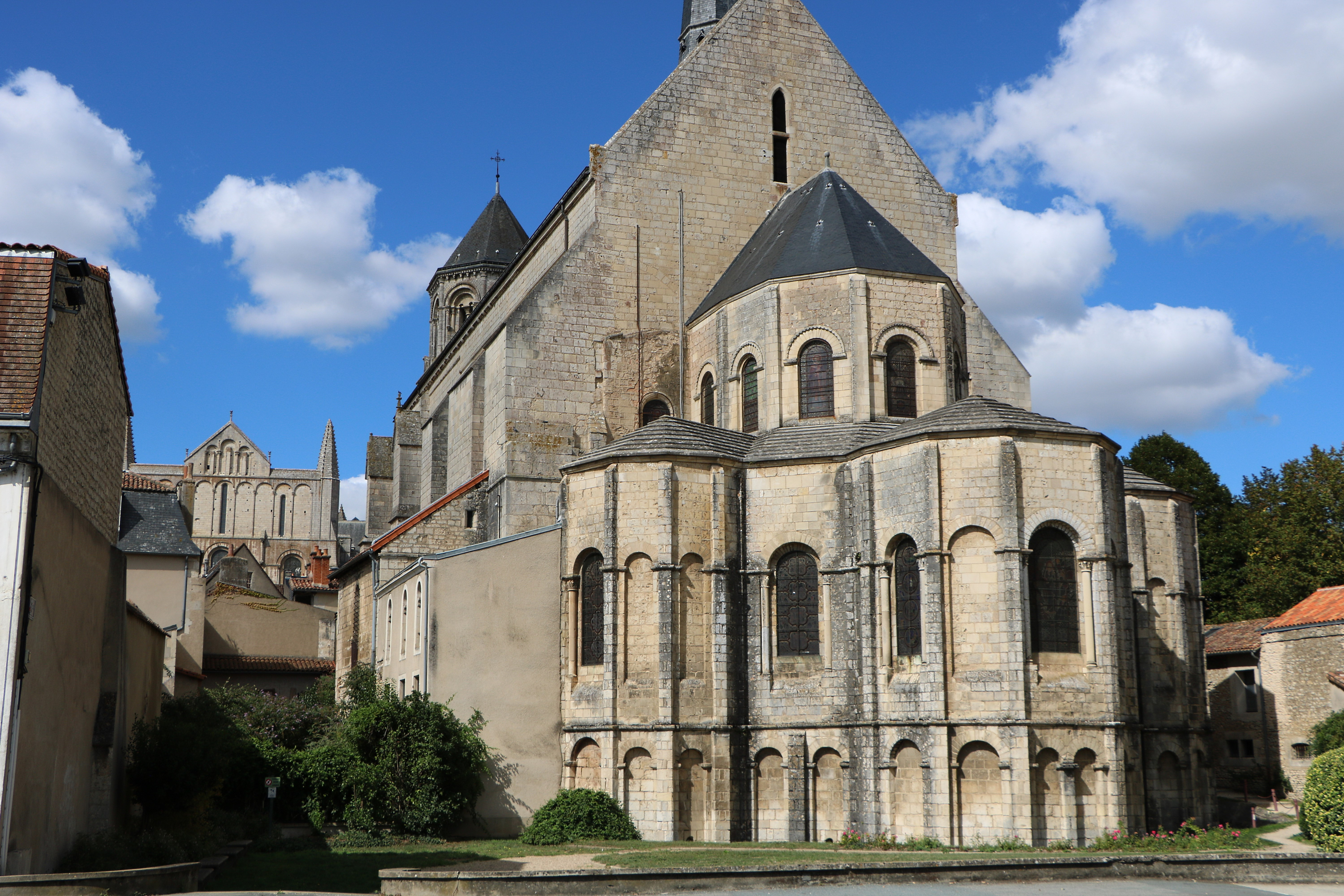
Церковь Святой Радегунды

Благодаря своим обширным связям Радегунде удалось заполучить из Константинополя христианскую святыню — частичку Животворящего Креста Господня, что, как и надеялась Радегунда, привлекло к монастырю поток паломников и финансовых средств, которые тратились на украшение обители, на госпиталь и скрипторий.
Венанций Фортунат посвящал своим покровительницам стихи: в основном Радегунде, но иногда и Агнессе, например по случаю годовщины её настоятельства. Лёгкий и беззаботный тон стихотворных посланий Венанция к Агнессе породил слухи среди противников Радегунды. Венанцию пришлось оправдываться, что он любит Агнессу лишь как «духовный брат». На время, пока слухи не улеглись, Венанций был вынужден покинуть монастырь, однако некоторое время спустя возвратился обратно.
Агнесса скончалась в 586 году, а год спустя скончалась Радегунда. Венанций Фортунат пережил их почти на двадцать лет (по одной из версий) и в конце жизни стал епископом Пуатье.
Мощи святой Агнессы хранятся в церкви Святой Радегунды в Пуатье, её день памяти — 13 мая.